# 城关镇 (开化县)
城关镇是中华人民共和国浙江省衢州市开化县一个已撤销的镇，2014年4月29日，浙江省人民政府批复同意撤销城关镇，将其所辖行政区域划归华埠镇。